# Biserica Schimbarea la Față din Siret

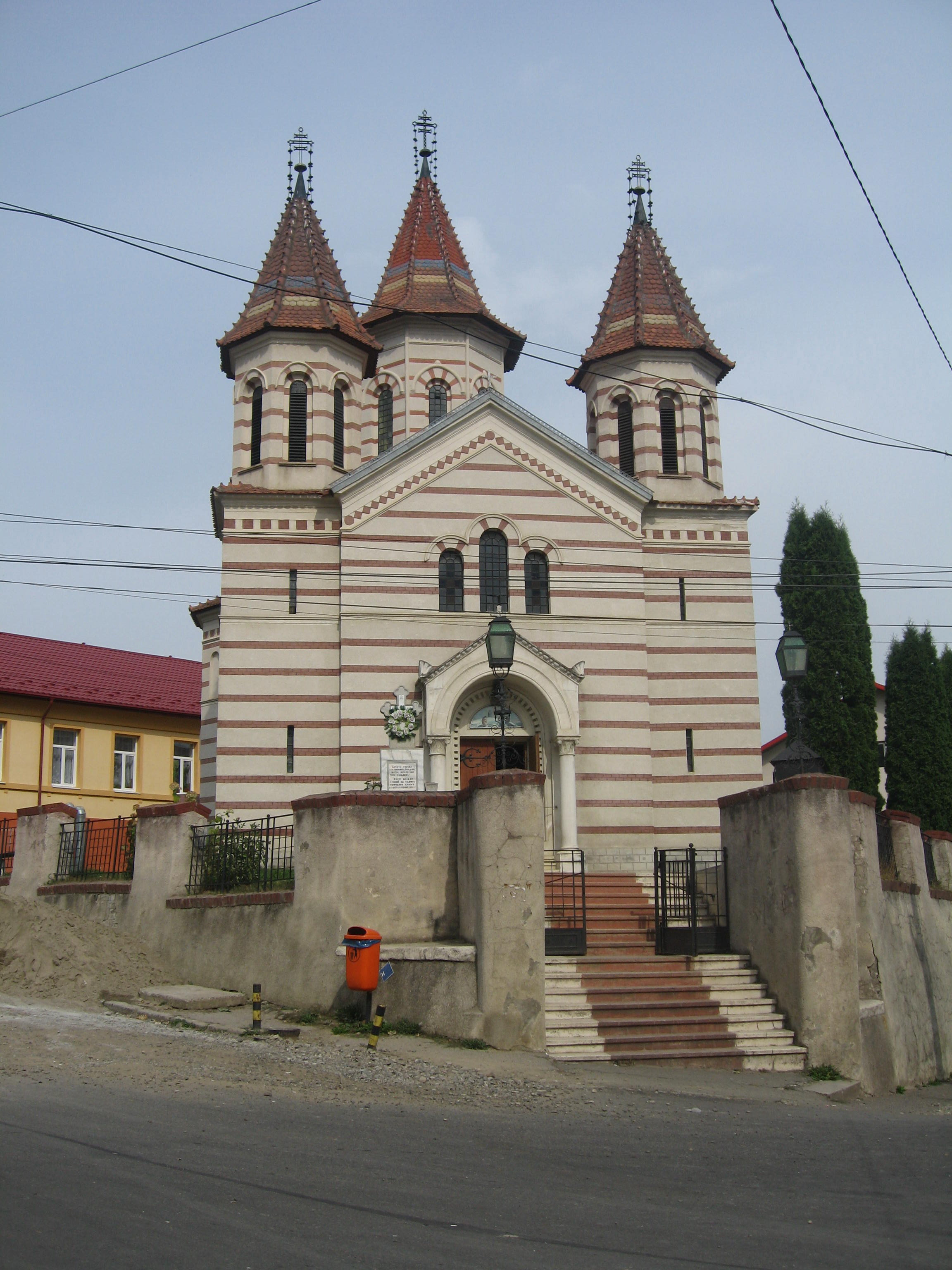
Biserica Schimbarea la Față din Siret

Biserica „Schimbarea la Față” din Siret este un lăcaș de cult construit în anul 1908 pentru credincioșii greco-catolici ucraineni din orașul Siret. 

## Comunitatea greco-catolică ucraineană din Siret
Primii greco-catolici ruteni s-au stabilit în sudul Bucovinei după anexarea părții de nord a Moldovei de către Imperiul Habsburgic (1775). Ei proveneau din Galiția și au fost aduși aici de autoritățile austriece pentru a coloniza noile teritorii ale imperiului. În anul 1780 Curtea Districtuală austriacă recomanda înființarea de parohii greco-catolice în orașele și satele Bucovinei. 
Prima menționare a prezenței în Siret a greco-catolicilor ruteni (ucraineni) datează din anul 1780, când primul grup de emigranți ruteni s-a stabilit în hotarul orașului pe un loc numit Seliștea, situat între Dealul Horaițul Înalt și Dealul Târgului, în apropierea Drumului Sucevei. Cu acordul tacit al autorităților, ei și-au întemeiat o așezare lângă pârâul de sub Dealul Horaiț pe care au numit-o „Staroe Selo”, o traducere liberă a toponimului Seliștea. Așezarea se afla în apropiere de Biserica Uspenia.   Pe hărțile militare austriece așezarea apărea sub numele de „Russnakendorf” („Satul rusnacilor”, în limba germană), iar popular i se spunea „Russnaken” sau „Ruși”.  
Încă de la începutul secolului al XIX-lea, exista în orașul Siret o comunitate mică de greco-catolici ruteni. Ei foloseau Biserica ortodoxă a Sbierenilor pentru slujbele religioase, care se afla în apropierea satului lor.  Preotul rutean Ftoma Kalisiewicz a fost numit în anul 1810 ca administrator parohial al Parohiei Ortodoxe Uspenia, el îngrijindu-se de asistența spirituală a credincioșilor greco-catolici. Misionarul greco-catolic rutean Aleksei Studinecki a vizitat în 1811 orașul Siret și i-a convins pe greco-catolicii ruteni să ceară administrației guberniale de la Lemberg să aprobe înființarea unei parohii greco-catolice în oraș. Demersul său nu a avut însă succes la Negostina, unde rutenii din localitate au rămas ortodocși. La începutul anului următor (1812), Siretul a fost vizitat de misionarul Vasili Terlecki; cu acel prilej, preotul Ftoma Kalisiewicz a acceptat să treacă la greco-catolici, împreună cu majoritatea enoriașilor săi. 
Începând din 1812, împăratul Francisc I al Austriei a aprobat înființarea de parohii greco-catolice în Bucovina.  Astfel, prin Ordinul nr. 1524 din 1 mai 1812 al Guberniului de la Lemberg au fost înființate mai multe capelanate și parohii greco-catolice în acele localități din Bucovina în care locuiau ruteni greco-catolici: Cernăuți, Cacica, Sadagura, Siret și Suceava, iar mai târziu au fost înființate parohii și la Rădăuți (1833), Câmpulung Moldovenesc (1883) și în alte localități. Toate aceste parohii și capelanate erau administrate de un decanat greco-catolic cu sediul la Cernăuți, unde până în 1820 s-a construit cu sprijinul autorităților o biserică. 
Prin ordinul mai sus-menționat s-a înființat un capelanat greco-catolic la Siret, care a fost condus de preotul Ftoma Kalisiewicz. Autoritățile au cedat biserica Sbierenilor către comunitatea greco-catolică ruteană, iar credincioșii ortodocși din apropiere au fost arondați Parohiei Ortodoxe „Sf. Treime”. Preotul Ftoma Kalisiewicz a murit în anul 1825, iar după moartea sa a început un conflict între ortodocși și greco-catolici cu privire la bisericuța de lemn. 
După înființarea în 1826 a Parohiei ortodoxe „Sf. Dumitru” și numirea preotului Vasile Burlinschi ca paroh, credincioșii greco-catolici ruteni nu li s-a mai permis să-și țină acolo slujbele religioase. Până la construirea unei biserici proprii, credincioșii greco-catolici ruteni din Siret au folosit biserica romano-catolică (care fusese construită în 1816-1824 și sfințită în 1826) pentru ținerea slujbelor religioase. 
Credincioșii greco-catolici ruteni din Siret au rămas fără preot aproape 10 ani, dar în anul 1834 autoritățile ecleziale superioare au ridicat capelanatul la statutul de parohie și au numit un nou preot. Ca urmare a pierderii arhivei parohiei, nu se cunoaște numele primului paroh. Conform cronicii întocmite un secol mai târziu de pr. Clement Zlepko, primul paroh este considerat preotul Grigorji Sengalewicz, numit la Siret în anul 1836. El a păstorit aici doar doi ani, după care i-a succedat preotul Ignatji Buczacki, care a administrat parohia timp de 36 de ani (1838-1874). În perioada păstoririi parohului Buczacki, s-a înființat filiala greco-catolică ruteană de la Gropeni, iar rutenii s-au organizat într-o comunitate etnică (Grămada Rusească) al cărei rol a crescut în viața politică a orașului.  În anul 1869, conform recensământului organizat de autoritățile austro-ungare, ponderea rutenilor era de 16% din cei 6.484 locuitori ai Siretului. 
În anul 1930, populația orașului Siret era de 9.905 locuitori, dintre care 4.302 români (43,43%), 2.105 evrei (21,25%), 1.657 germani (16,72%), 1.011 ruteni (10,20%), 462 ruși (4,66%), 301 polonezi (3,03%), 17 țigani, 10 cehi și slovaci, 6 unguri, 1 bulgar, 7 de alte naționalități și 26 de etnie nedeclarată.  Din punct de vedere al religiei, populația era alcătuită din 5.094 ortodocși (51,42%), 2.121 mozaici (21,41%), 1.899 romano-catolici (19,17%), 603 greco-catolici (6,08%), 116 evanghelici (luterani), 22 baptiști, 3 adventiști, 1 armeano-gregorian, 1 unitarian, 21 de alte religii și secte și 24 de religie nedeclarată.

## Biserica „Schimbarea la Față”
Parohia greco-catolică din Siret a trecut printr-o perioadă de înflorire în timpul păstoririi preotului Clemente Zlepko (în ucraineană Климентій Злепко) (1868-1934), paroh al comunității siretene timp de 40 de ani (1894-1934)  și administrator apostolic al parohiilor greco-catolice rutene din România (1923-1930). Ca urmare a eforturilor sale, credincioșii greco-catolici ruteni din Siret au reușit în anul 1908 să-și construiască o biserică cu hramul „Schimbarea la Față a Domnului” sau „Preobrajenia”, hram sărbătorit în fiecare an pe 6 august. Lăcașul de cult a fost sfințit la 14 iunie 1908  de către episcopul Hryhorij Chomyszyn de Stanislav. 
În perioada păstoririi preotului Zlepko, a fost construită o bisericuță greco-catolică ucraineană în filiala Gropeni. Preotul paroh a scris o cronică a parohiei intitulată „Letopis greko katolickoi parafji Seret”. 
După Unirea Bucovinei cu România (1918), greco-catolicii ruteni s-au aflat pe teritoriul României. În anul 1922 a fost înființată o administratură apostolică cu sediul în orașul Siret (astăzi în județul Suceava), cu rol de a-și exercita jurisdicția asupra parohiilor greco-catolice rutene din Regatul României. Administratura era subordonată direct Nunțiaturii Apostolice din București. Preotul Clemente Zlepko, parohul greco-catolic de Siret, a îndeplinit între anii 1923-1930 funcția de administrator apostolic al parohiilor greco-catolice rutene din România.  În negocierile pentru încheierea Concordatului cu Vaticanul, Guvernul României a insistat asupra eliminării Administraturii apostolice a greco-catolicilor ruteni. În anul 1930, după încheierea Concordatului cu Vaticanul și ratificarea sa de către Parlament, Papa Pius al XI-lea a desființat administratura apostolică, dar a stabilit un vicariat greco-catolic rutean sub jurisdicția Eparhiei Române Unite a Maramureșului.
Preotului Clemente Zlepko i-a succedat parohul Vladimir Vorobchievici, care a păstorit parohia timp de 48 de ani. Acesta a administrat în perioada iulie - septembrie 1945 și parohia romano-catolică, rămasă fără preot. 
Interzicerea Bisericii Române Unite cu Roma prin decretul nr. 358 din 1 decembrie 1948 a determinat și desființarea Vicariatului greco-catolic ucrainean. Ulterior a fost înființat un Vicariat ortodox cu sediul la Sighetu Marmației (județul Maramureș), care cuprindea parohii din Maramureș, Transilvania, Crișana și Banat. Vicariatul ortodox a fost desființat în anul 1952, fiind transformat în protopopiat ortodox ucrainean de coordonare.
Preoții greco-catolici ruteni din Bucovina au cerut protecția Episcopiei romano-catolice de Iași, dar, prin adresa nr. 4502 din 21 februarie 1955, aceasta a comunicat Guvernului României că „preoții Maniu Nicolae, Rogojinschi Emil, Toniuc Isidor și Vorobchievici Vladimir nu aparțin bisericii noastre catolice, nu-i avem în evidența preoților noștri și nu au legături de jurisdicție cu noi”. Preotul Vladimir Vorobchievici a continuat să țină slujbele în limba ucraineană, potrivit tradițiilor Bisericii Greco-Catolice Ucrainene. 
După Revoluția din decembrie 1989 a fost reînființat Vicariatul Greco-Catolic Ucrainean din România, aflat in subordinea Episcopiei greco-catolice a Maramureșului. Astfel, vechea biserică ucraineană din Rădăuți, împreună cu preotul și credincioșii, a revenit la confesiunea greco-catolică. În anii următori biserica a suferit unele reparații care s-au realizat cu ajutor extern și purtarea de grijă a preotului Vasile Popovics.
În primii 20 de ani de după Revoluție, recensămintele au arătat o scădere atât a comunității ucrainene, cât și a celei greco-catolice de toate etniile. Astfel, dacă în 1992 trăiau în oraș 451 de ucraineni (4,18% din populația orașului) și 402 credincioși greco-catolici (4%), peste zece ani mai erau doar 208 ucraineni (2,98%) și 403 credincioși greco-catolici (4,31%), pentru ca la recensământul din 20 octombrie 2011 să se mai declare doar 185 de ucraineni (2,39%) și 208 greco-catolici (2,69%). Se remarcă o scădere a numărului de locuitori care se declară de etnie ucraineană, iar căsătoriile mixte determină o problemă legată de schimbarea limbii liturgice în biserică. În cele două secole de existență (1812-2012), asistența spirituală a comunității greco-catolice din Siret a fost asigurată de 2 capelani și 8 parohi. 
În perioada 30 iulie - 1 august 2012, Vasile Bizău, episcopul greco-catolic de Maramureș, a efectuat prima vizită canonică în calitate de episcop a bisericilor greco-catolice ucrainene din Bucovina. În cea de-a doua zi, el a vizitat parohiile Clit și Rădăuți (păstorite de preotul Ioan Voloșciuc), precum și cele de la Siret și Gropeni (păstorite de părintele Vitali Popovics). Episcopul a oficiat diferite oficii religioase în fiecare parohie.  
În prezent, biserica aparține de Vicariatul Greco-Catolic Ucrainean din România , cu sediul la Rădăuți. Slujbele religioase sunt oficiate în limba ucraineană.

## Preoți
Printre preoții care au păstorit aici menționăm pe:
- Clemente Zlepko (1868-1934) - paroh (1894-1934) și administrator apostolic al parohiilor greco-catolice rutene din România (1923-1930)
- Vladimir Vorobchievici (1913 - 28 iunie 1992) - paroh. A fost hirotonit preot în 1938.
- Vasile Vitali Popovics - paroh (din 1992), fost vicar general al greco-catolicilor ucraineni din România (1996-2000). A primit titlul de cetățean de onoare al orașului Siret, prin Hotărârea Consiliului Local nr. 97/2000.

Din cadrul acestei comunități a provenit preotul Isidor Stanislav Toniuc (1912-1998), fost vicar general greco-catolic ucrainean până în anul 1948. 
În cimitirul catolic din Siret se află mormintele preoților Clemente Zlepko (1868-1934) și Vladimir Vorobchievici (1913-1992). Pe monumentul funerar al preotuluiu Zlepko este următoarea inscripție: „Тут спочиває О.(отець) Клементій Злепко парохіал адміністратор. Вічная Йому пам'ять” (în română „Aici odihnește părintele Klementi Zlepko, administrator parohial. Să-i fie memoria eternă.”), iar pe cel al preotului Vorobchievici: „Тут спочиває їерей Володимир Воробкевич греко католицький Cерету парох, родж 1913, рукоп 1938, упок 28.06.1992. І його дружина Марія. Вічна їм память.” (în română „Aici odihnește preotul Vladimir Vorobchievici, paroh greco-catolic de Siret. Născ(ut) 1913, hirot(onit) 1938, decedat 28.06.1992. Și soția sa Maria. Veșnica ei pomenire.”).

## Imagini

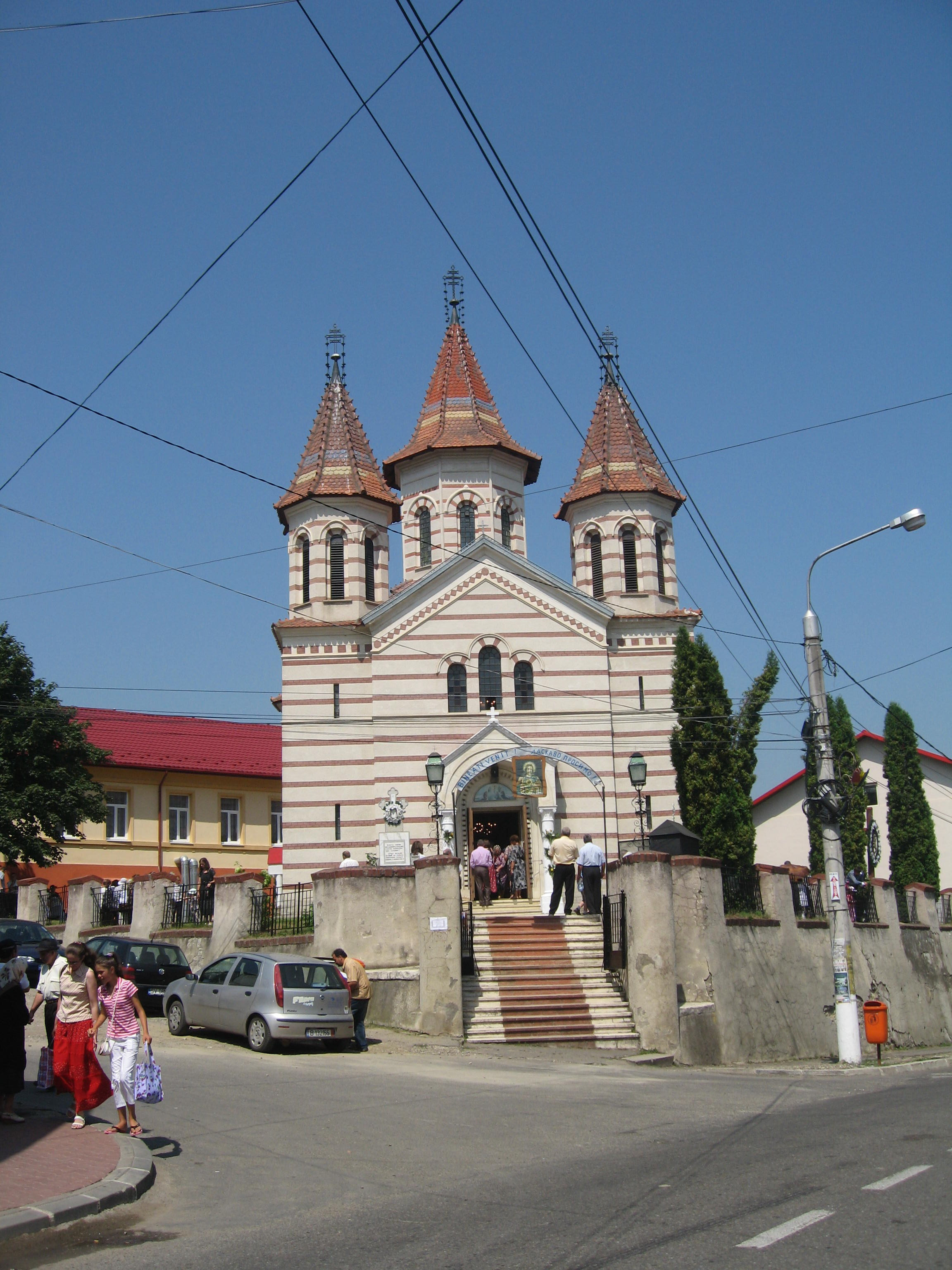
Biserica greco-catolică ucraineană din Siret
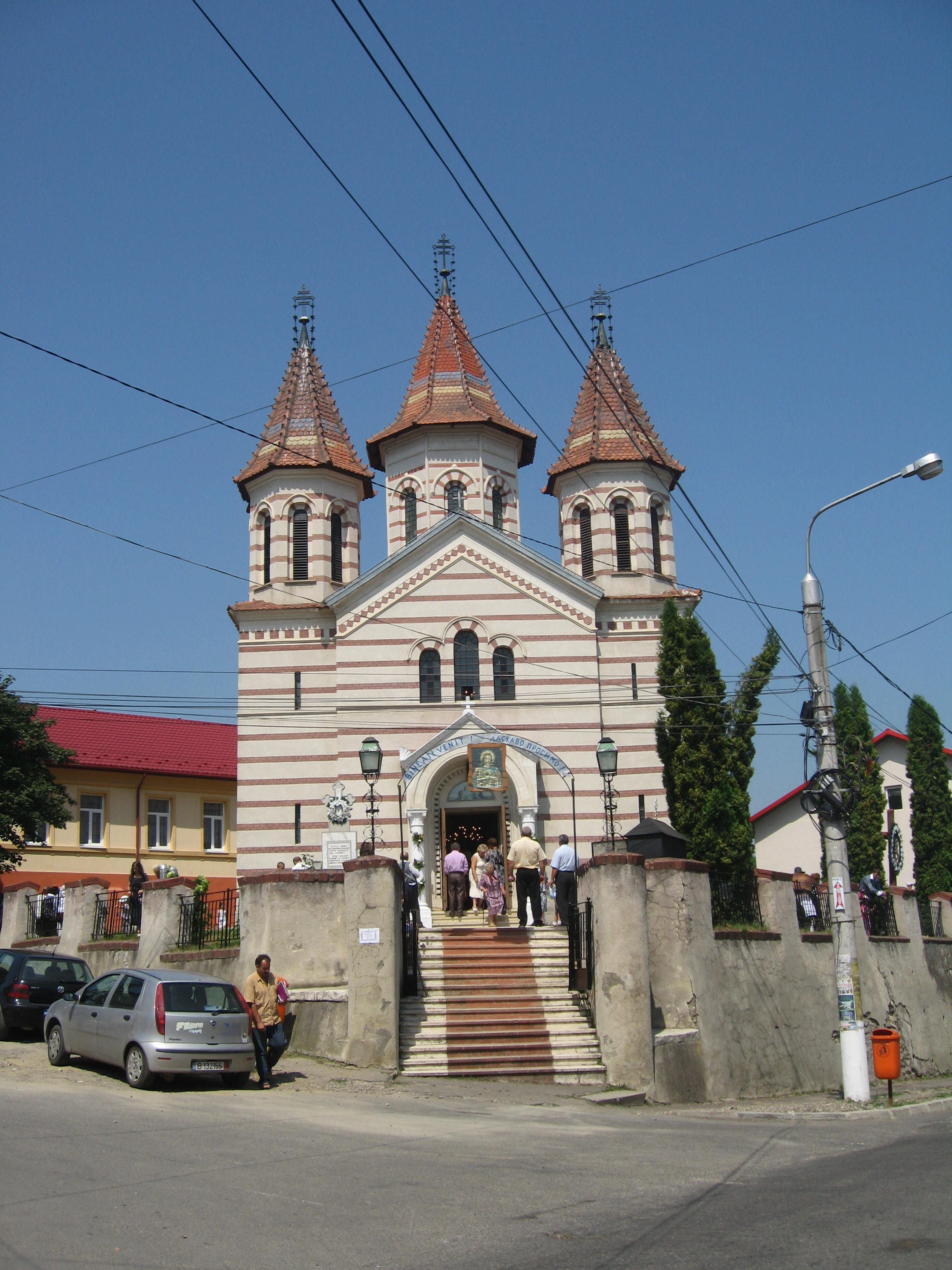
Biserica greco-catolică ucraineană din Siret
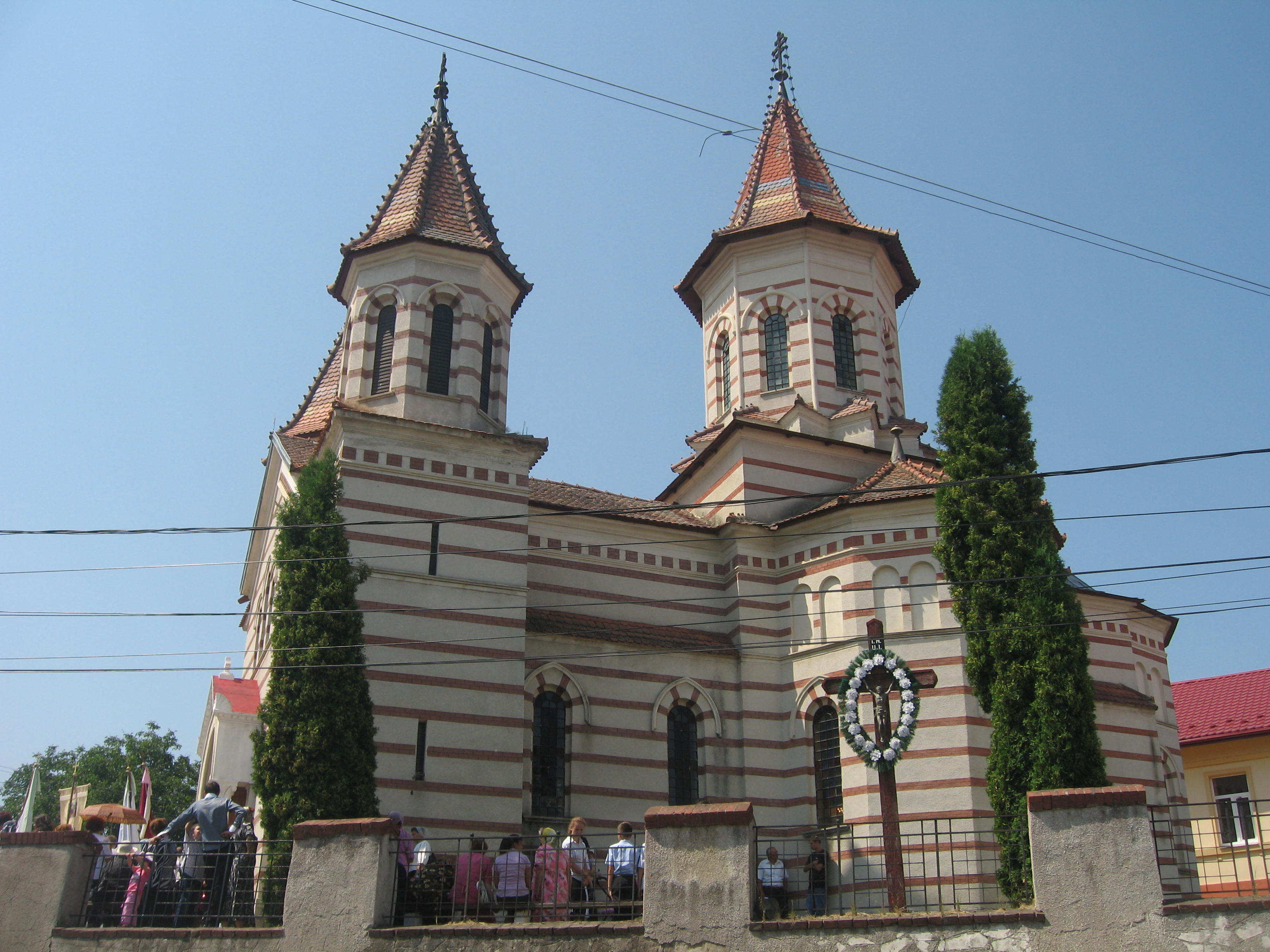
Latura sudică
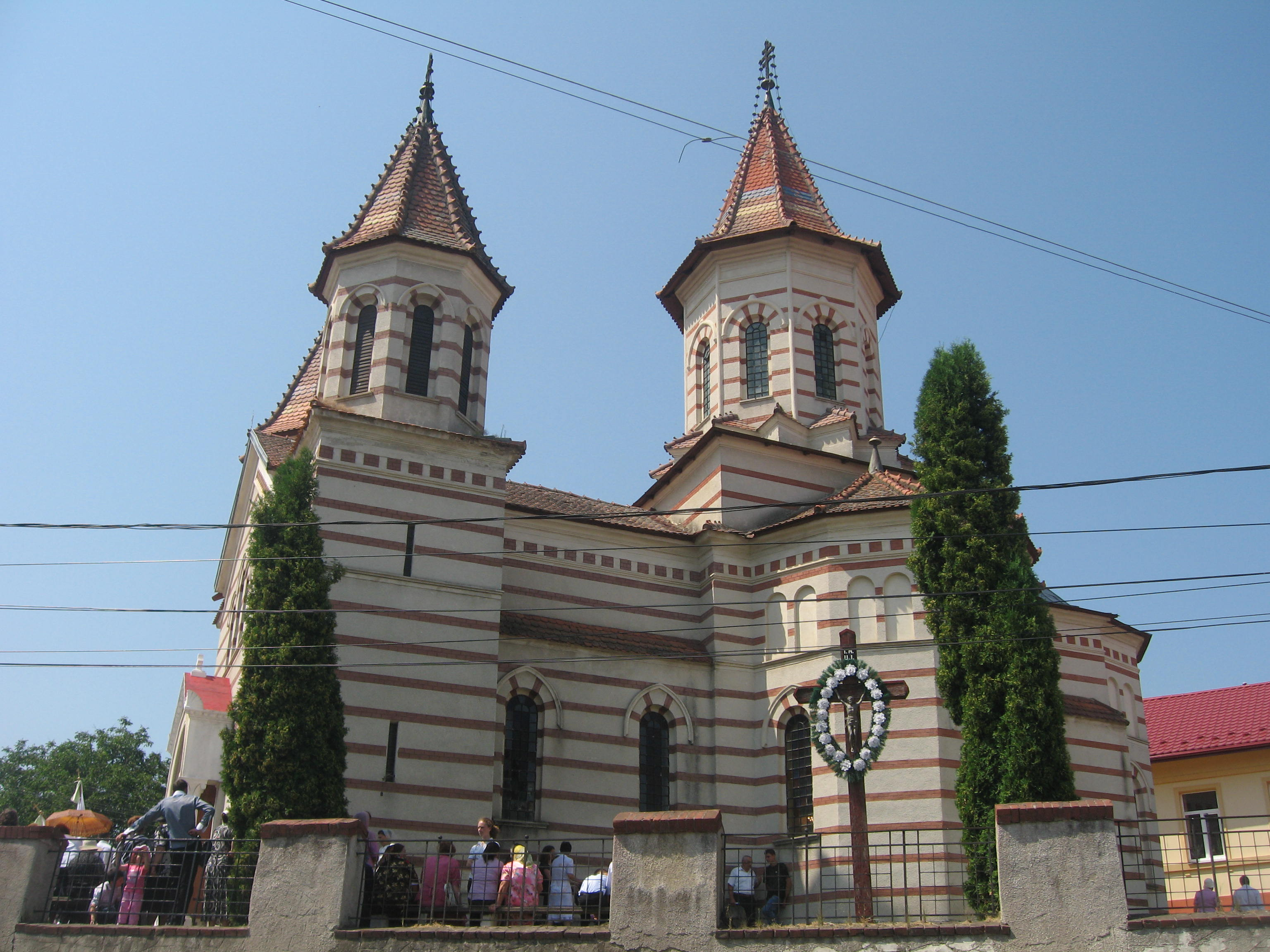
Latura sudică
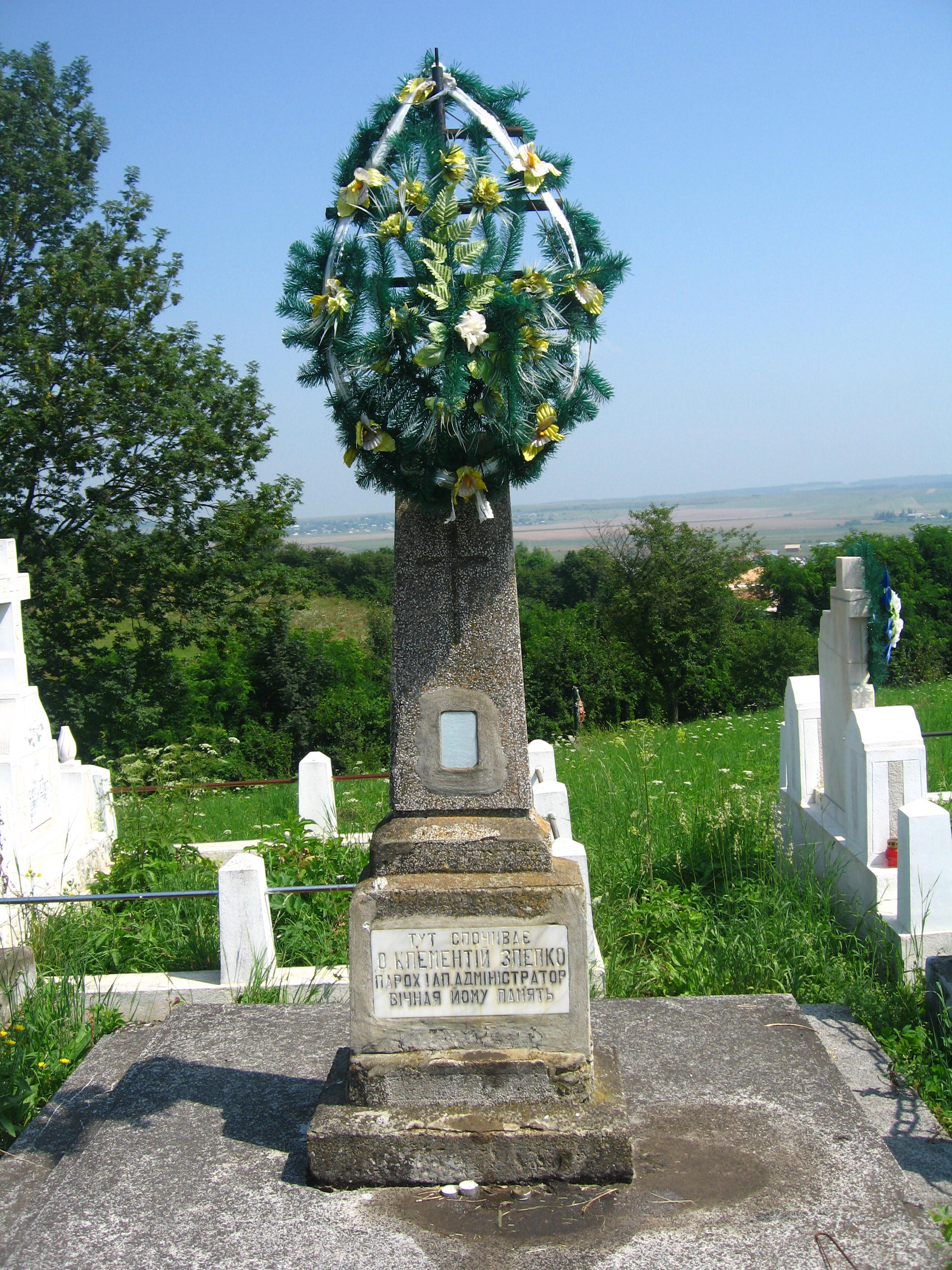
Mormântul preotului Clemente Zlepko în cimitirul catolic din Siret